# 秣陵县 (东魏)
秣陵县，中国古县名。
东魏在项县侨置，治所在今河南省沈丘县。为丹阳郡治。隋朝开皇初年，改为项城县。 